# Puerto Santa Cruz
Ne doit pas être confondu avec Puerto de Santa Cruz en Espagne
Puerto Santa Cruz est une localité argentine de la province de Santa Cruz. Elle est le chef-lieu du département de Corpen Aike.

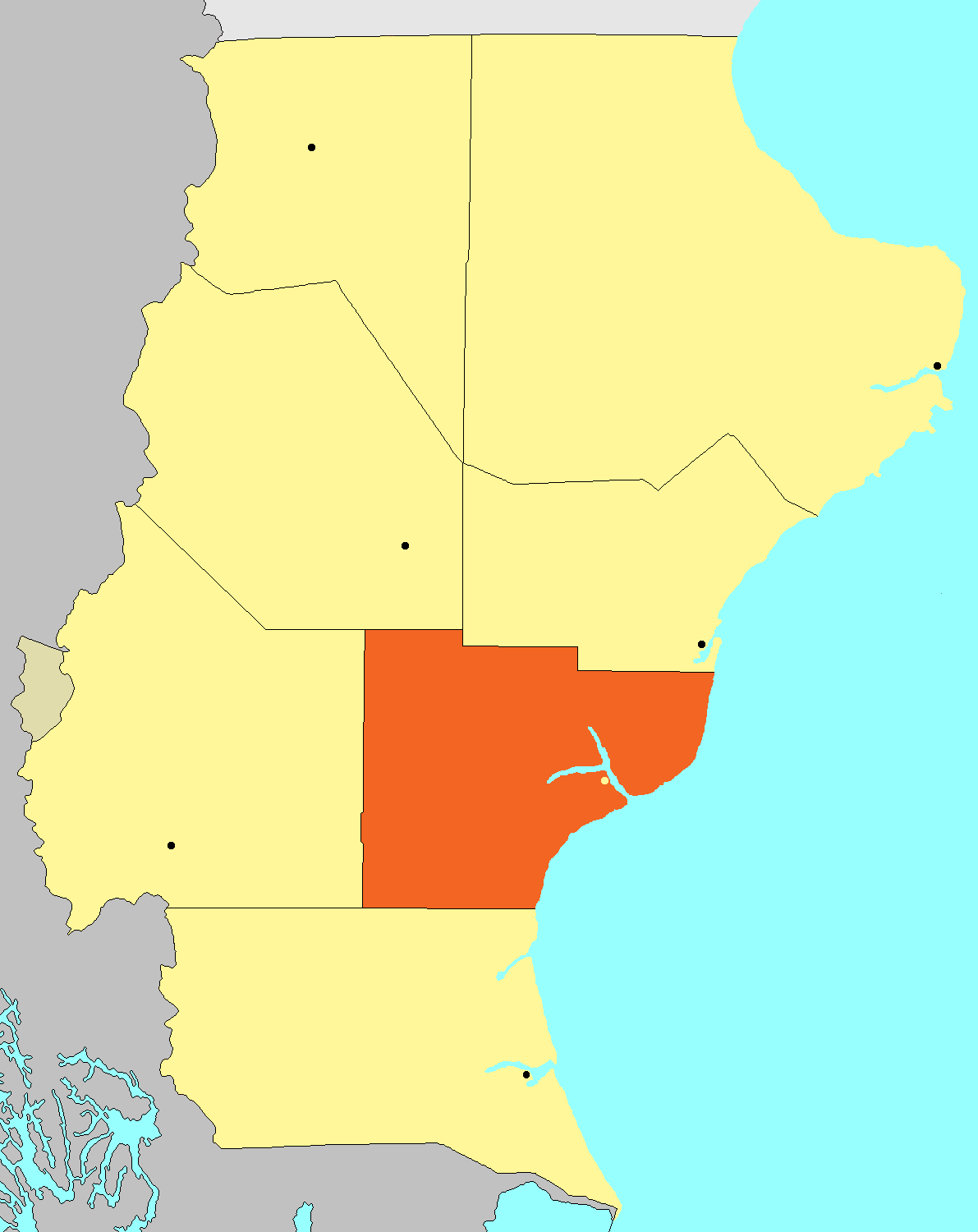
Département de Corpen Aike dans la province de Santa Cruz

La petite ville se trouve sur la rive sud du large estuaire du río Santa Cruz, à 40 km de Comandante Luis Piedrabuena. A seulement 16 km se trouve le port en eaux profondes de Punta Quilla, situé à l'embouchure du fleuve dans la mer argentine.
C'est la plus ancienne cité de la province de Santa Cruz ; elle fut fondée le 20 janvier 1908.

## Population de Puerto Santa Cruz
- Population en 1991 : 2 858 habitants (d'après l'INDEC).
- Population en 2001 : 3 397 habitantes (INDEC), soit une hausse de 18,8 %.